# Giudecca di Piazza Armerina
La Giudecca di Piazza Armerina si trovava sul sito dell'attuale quartiere Canali. Essa aveva una sinagoga, sostituita nel XVI secolo dalla chiesetta di Santa Maria dell'Itria, pericolante dal 2007.